# Sixten Larsson
Sixten Larsson (31 juli 1918-3 februar 1995), var en svensk atlet medlem af IFK Borås og IK Vikingen. 
I perioden 1940-1944 vandt Sixten Larsson fem guldmedaljer ved de svenske mesterskaber på 400 meter hæk. I 1946 deltog han i EM hvor han vandt sølvmedaljen på 400 meter hæk på tiden 52,4. Han tangerede den svenske rekord på 52,4 to gange.